# 이자영 (성우)
이자영(1994년  7월 2일 ~ )은 대한민국의 성우로, 2015년 KBS 공채 40기로 입사했다.

## 주요 출연작품

### 애니메이션
- TV유치원(KBS2) 호기심쟁이 밀리 - 줄리엣, 마세오, 휴고, 엄마/스페이스 레이서 - 레이븐, 도도, 크로우
- 트로피컬 루즈! 프리큐어(대원방송) - 문채희(큐어 문라이트)

### 외화
- 디셉션(KBS) - 렉시(브리트니 올드퍼드)

### 라디오
와이파이 초한지(KBS 1라디오) 
- 2016.05~2017.08 - 닌자영 외 다역

 와이파이 삼국지(KBS 1라디오) 
- 2018.03~ 현재 -

 KBS 무대(KBS 라디오) 
- 2015.02.21 <통화> - 간호사
- 2015.04.04 <상어가 멈춘다> - 안내 방송
- 2015.04.18 <어느 쨍한 날> - 앵커 4
- 2015.05.02 <장군멍군> - 여주인
- 2015.05.09 <아버지의 이름으로> - 상헌의 엄마
- 2015.05.23 <껌을 뱉지 맙시다> - 여자
- 2015.06.06 <박색춘향> - 운심
- 2015.07.11 <여자 없는 남자들> - 송광숙
- 2015.08.08 <금혼식> - 주인
- 2015.08.15 <기적소리> - 엄니
- 2015.08.22 <세상은 요지경> - 참가자 3번
- 2015.09.12 <별일 없이 산다> - 정숙
- 2015.10.10 <자살여행> - 친모
- 2015.11.14 <만삭의 세입자> - 유리의 엄마
- 2015.11.28 <그녀,웃다> - 손님
- 2015.12.05 <울 아빠는 아이돌> - 이모
- 2015.12.19 <몸 빌려주는 남자> - 윤희
- 2015.12.26 <뺑, 로또 그리고 선물> - 수퍼
- 2016.01.02 <둥근 달이 떴습니다> - 순자
- 2016.01.23 <지족의 사랑> - 영선
- 2016.01.30 <더불어 갈구리> - 다시댁
- 2016.02.06 <금쪽같은 웬수> - 영자
- 2016.02.13 <이리온, 리우> - 포차 주인
- 2016.02.20 <어느 곳에나 있는 여자> - 직원 1
- 2016.02.27 <컨츄리 라디오> - 아줌마 1
- 2016.03.05 <재원이는 1학년> - 지우
- 2016.03.12 <곡예사의 첫사랑> - 민아
- 2016.03.19 <806호> - 여성
- 2016.03.26 <위층 남자> - 직원
- 2016.04.30 <아르바론 몬살리나> - 지영의 엄마
- 2016.05.07 <위대한 이혼식> - 김아라
- 2016.05.21 <바담 풍, 바람 퐁> - 친구 2
- 2016.05.28 <폭식을 멈추는 0번째 방법> - 8P 작가
- 2016.06.18 <위험한 아이> - 민수맘
- 2016.07.02 <이봐요 경숙씨> - 유진
- 2016.07.09 <바람이 분다> - 오혜진
- 2016.07.23 <날아라 벼내> - 사서
- 2016.09.10 <죽은 시인의 사회> - 면접관 2
- 2016.09.17 <나비> - 부동이의 아내
- 2016.10.01 <Yesterday> - 미영
- 2016.10.08 <부산에 가면 콩고 고릴라를 만날 수 있나요?> - 혜미의 엄마
- 2016.11.12 <하숙생> - 혜진
- 2016.11.19 <비를 동반한 눈> - 아내
- 2016.12.03 <강남 마당쇠> - 여자 2
- 2016.12.10 <종점> - 노파
- 2016.12.17 <내게 비트를 들려줘> - MC 지노의 엄마
- 2016.12.24 <나의 오리지날 짝퉁> - 엄니
- 2016.12.31 <2라운드, BOX!> - 간호사
- 2017.01.28 <꺼지지 않는 TV> - 할머니/중년여배우/주민 1

 라디오 문학관(KBS 라디오) 
- 2015.03.01 윤성희作 <휴가> - 종업원
- 2015.03.08 김희선作 <라면의 황제> - 기자 2
- 2015.04.05 권여선作 <카메라> - 점원
- 2015.04.19 최은미作 <근린> - 중년 여자
- 2015.04.26 최은영作 <한지와 영주> - 노부인
- 2015.05.03 이평재作 <악어 패밀리> - 마미
- 2015.05.10 최지애作 <달콤한 픽션> - 여자 주인
- 2015.05.24 송지현作 <흔한, 가정식 백반> - 이모 2
- 2015.05.31 윤고은作 <불타는 작품> - 관람객 2
- 2015.06.07 정이현作 <영영,여름> - 여자 수행원
- 2015.06.14 손보미作 <임시교사> - 여인 2
- 2015.06.28 성석제作 <블랙박스> - 태원의 아내
- 2015.07.05 김언수作 <항구의 문법> - 아줌마
- 2015.07.26 이승영作 <어떤 살인사건> - 여성
- 2015.08.02 이윤돌作 <장미가 지는 계절> - 노파 2
- 2015.08.09 정민철作 <귀로> - 장모
- 2015.08.16 장우석作 <파트너> - 지수의 엄마
- 2015.09.20 김중혁作 <가짜 팔로 하는 포옹> - 여자손님
- 2015.10.11 조수경作 <유리> - 동창
- 2015.10.18 김금희作 <조동균의 세계> - 여직원
- 2015.11.22 천명관作 <동백꽃> - 공영감 부인
- 2015.11.29 윤민우作 <원피스> - 엄마
- 2015.12.06 김애란作 <너의 여름은 어떠니> - 병만
- 2016.01.03 전성태作 <영접> - 오양숙
- 2016.01.24 김경주作 <태엽> - 여인 2
- 2016.01.31 최정나作 <전에도 봐놓고 그래> - 여자
- 2016.02.21 김현경作 <핀 캐리> - 엄마
- 2016.02.28 이진원作 <손님> - 친구 엄마
- 2016.03.06 장마리作 <가족의 증명> - 학교장 여자
- 2016.04.03 박황作 <해우> - 이화순
- 2016.04.24 천명관作 <퇴근> - 아내
- 2016.05.01 전성태作 <영접> - 오양숙
- 2016.05.15 이효석作 <풀잎> - 언니
- 2016.05.29 조용준作 <선릉 산책> - 직원
- 2016.06.12 이갑수作 <T.O.P> - 아미파/사장 부인
- 2016.06.19 백수린作 <중국인 할머니> - 엄마
- 2016.06.26 윤고은作 <된장이 된> - 엄마
- 2016.07.03 이은선作 <유리주의> - 여고동창 3
- 2016.07.24 조동신作 <등패> - 주모
- 2016.09.04 홍지화作 <드라이아이스> - 할머니
- 2016.09.11 김호경作 <남자의 아버지> - 태영의 아내
- 2016.09.25 정지아作 <목욕 가는 날> - 어린 언니
- 2016.10.09 김영하作 <너를 사랑하고도> - 여자 1
- 2016.10.30 정미경作 <못> - 아내
- 2016.11.13 문경민作 <곰씨의 동굴> - 엄마
- 2016.11.20 고은규作 <오빠의 알레르기> - 수경
- 2016.12.04 백수린作 <고요한 사건> - 엄마
- 2016.12.25 최민우作 <머리 검은토끼> - 해설
- 2017.01.22 이기호作 <최미진은 어디로> - 아내

 라디오 극장(KBS 라디오) 
- 2015.02.01~2015.02.28 조정래作 <인간연습> - 단역
- 2015.03.01~2015.03.31 박지리作 <양춘단 대학 탐방기> - 단역
- 2015.05.01~2015.05.31 박민규作 <삼미슈퍼스타즈의 마지막 팬클럽> - 단역
- 2015.06.01~2015.06.30 이창훈作 <퇴계 이황이 된 고교 일진 라이언> - 단역
- 2015.09.01~2015.09.30 박하익作 <선암여고 탐정단> - 단역
- 2015.10.01~2015.10.31 박수정作 <프로젝트 S> - 단역
- 2015.11.01~2015.11.30 정동재作 <『전우치』나는 술사(術士) 전우치로다> - 단역
- 2015.12.01~2015.12.31 서진作 <하트브레이크 호텔> - 103호
- 2016.01.01~2016.01.31 김휘作 <해마도시> - 팀장/여자/안내
- 2016.02.01~2016.02.29 도진기作 <가족의 탄생> - 남유정
- 2016.03.01~2016.03.31 김려령作 <가시고백> - 지란의 엄마
- 2016.04.01~2016.04.30 정아은作 <모던하트> - 세연
- 2016.05.01~2016.05.31 정유정作 <내 심장을 쏴라> - 윤보라
- 2016.06.01~2016.06.30 홍부용作 <아빠를 빌려 드립니다> - 연희/여름
- 2016.07.01~2016.07.31 장용민作 <궁극의 아이> - 단역
- 2016.08.01~2016.08.31 김종일作 <몸> - 아내(에피소드 7)/단역(에피소드 8~9)
- 2016.09.01~2016.09.30 이혜린作 <열정같은 소리 하고 있네> - 단역
- 2016.10.01~2016.10.31 김호연作 <망원동 브라더스> - 점순네/싸부의 아내/마담
- 2016.12.01~2016.12.31 김범作 <공부해서 너 가져> - 세정의 엄마/할머니
- 2017.03.01~2017.03.31 정길연作 <달리는 남자 걷는 여자> - 권수연

 소설극장(KBS 3라디오) 
- 2015.01.17~2015.05.07 미겔 데 세르반테스作 <돈 끼호테> - 단역
- 2015.05.08~2015.06.28 박민규作 <죽은 왕녀를 위한 파반느> - 단역
- 2015.10.03~2015.11.26 이광수作 <무정> -  기생어미
- 2015.11.27~2016.01.08 양귀자作 <원미동 사람들> - 여자(한계령)
- 2016.02.25~2016.03.31 장강명作 <표백> - 추윤영(루비)
- 2016.05.20~2016.06.27 강태식作 <굿바이 동물원> - 돼지 아줌마
- 2016.06.27~2016.08.07 존 차作 <안녕,테레사> - 테레사 차